# Mustoja, Pärnumaa
Mustoja är ett 12 km långt vattendrag i sydvästra Estland. Det ligger i landskapet Pärnumaa, 120 km söder om huvudstaden Tallinn. Ån är ett östligt biflöde till Paadrema jõgi. 